# Ларамі (округ, Вайомінг)
Шаблон:StateAbbr_ 41°19′ пн. ш. 104°41′ зх. д. / 41.32° пн. ш. 104.69° зх. д.
Округ  Ларамі (англ. Laramie County) — округ (графство) у штаті  Вайомінг, США. Ідентифікатор округу 56021.

## Історія
Округ утворений 1867 року.

## Демографія
За даними перепису 
2000 року 
загальне населення округу становило 81607 осіб, зокрема міського населення було 68202, а сільського — 13405.
Серед мешканців округу чоловіків було 40986, а жінок — 40621. В окрузі було 31927 домогосподарств, 21600 родин, які мешкали в 34213 будинках.
Середній розмір родини становив 2,98.
Віковий розподіл населення поданий у таблиці:
| Стать    | До 15 років | 15-21 | 22-29 | 30-39 | 40-49 | 50-65 | 65-85 | Понад 85 |
| -------- | ----------- | ----- | ----- | ----- | ----- | ----- | ----- | -------- |
| Чоловіки | 8839        | 4250  | 4864  | 6631  | 6274  | 6195  | 3625  | 308      |
| Жінки    | 8528        | 3867  | 4168  | 6007  | 6404  | 6229  | 4611  | 807      |

## Суміжні округи
- Ґошен — північ
- Беннер, Небраска — північний схід
- Кімболл, Небраска — схід
- Велд, Колорадо — південь
- Ларімер, Колорадо — південний захід
- Олбані — захід
- Платт — північний захід

## Виноски
1. ↑  US Decennial Census. US Census Bureau. Архів оригіналу за 19 липня 2018. Процитовано 18 серпня 2015.
2. ↑  Historical Decennial Census Population for Wyoming Counties, Cities, and Towns. Wyoming Department of Administration & Information, Division of Economic Analysis. Архів оригіналу за 7 жовтня 2006. Процитовано 25 січня 2014.
3. ↑  State & County QuickFacts. US Census Bureau. Архів оригіналу за 3 липня 2011. Процитовано 25 січня 2014.
4. ↑  American FactFinder. Бюро перепису населення США. Архів оригіналу за 26 лютого 2012. Процитовано 31 січня 2008.

| США | Це незавершена стаття з географії США. Ви можете допомогти проєкту, виправивши або дописавши її. |